# Federazione calcistica del Montenegro
La Federazione calcistica del Montenegro (in montenegrino Fudbalski savez Crne Gore, acronimo FSCG) è il massimo organismo calcistico del Montenegro. Organizza il campionato di calcio montenegrino e coordina le attività della nazionale.
Il presidente è Dejan Savićević, ex-stella del calcio europeo degli anni novanta, con un passato anche nel Milan.

## Fondazione
Nata l'8 marzo 1931, fino al 2006 è stata parte della federazione calcistica della Jugoslavia e della federazione calcistica di Serbia e Montenegro, in quanto precedentemente Montenegro non esisteva come nazione autonoma, ma solo come regione della Jugoslavia. È diventata un'entità indipendente il 28 giugno 2006, dopo che all'inizio del mese la nazione si è proclamata indipendente in seguito ad un referendum. Il 30 giugno seguente ha inoltrato richiesta di diventare membro di UEFA e FIFA, richieste accettate rispettivamente il 26 gennaio e il 31 maggio 2007, non in tempo per partecipare alle qualificazioni per l'Europeo 2008.

## Casa del Calcio
La Casa del Calcio (Kuća fudbala) è la sede della Federazione Calcistica del Montenegro. L'edificio è stato inaugurato il 21 maggio 2016.
Con una superficie di 3.240 metri quadrati, l'edificio dispone di strutture moderne, tra cui una reception, un museo, una sala stampa, la sede della TV FSCG, uffici amministrativi e sale riunioni.

## Sponsorizzazioni
- Montenegrian Telekom[3]
- Legea
- Diva
- Audi
- Merdian[4]